# Distrito electoral federal 12 de Puebla

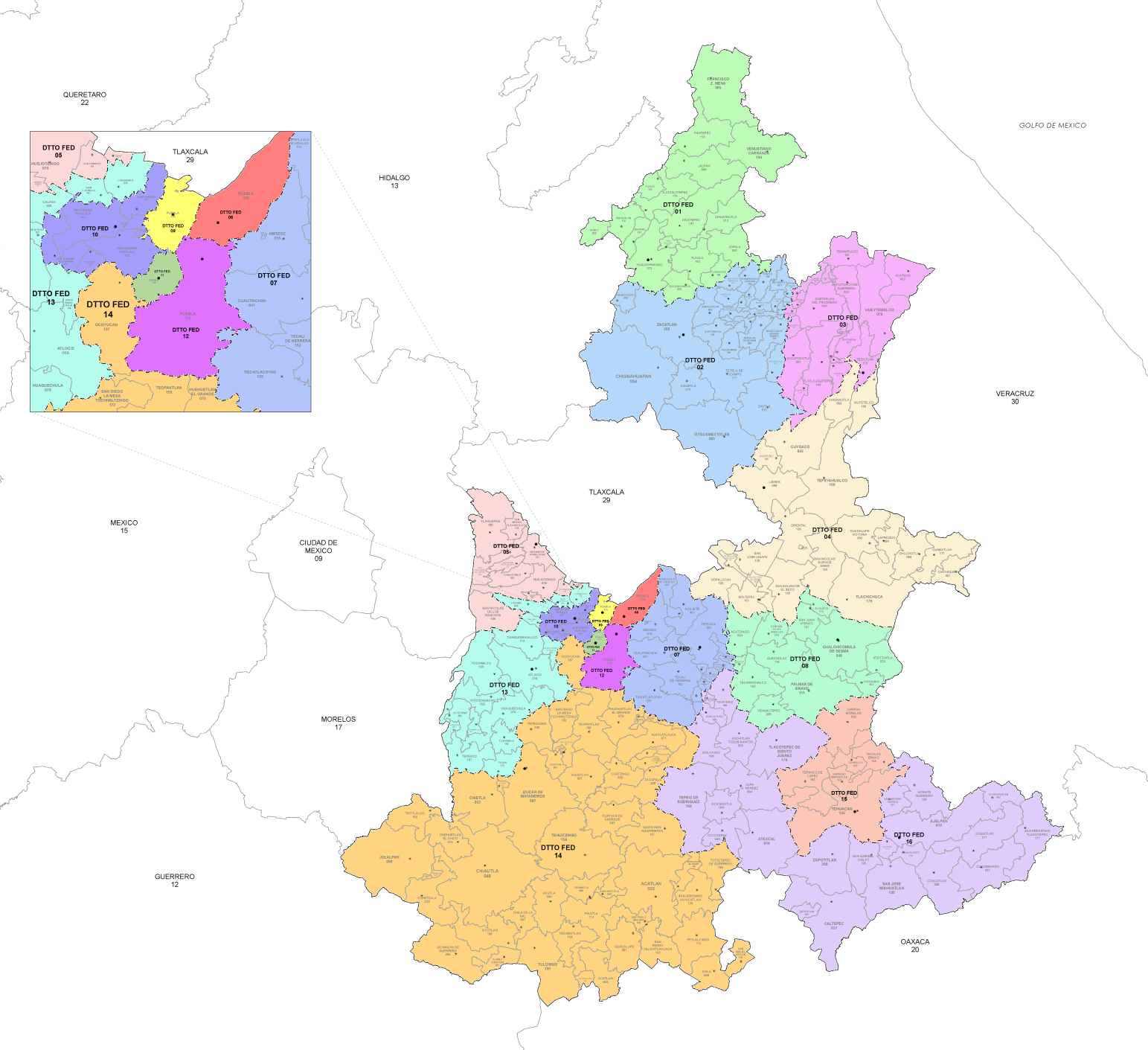
Distritos electorales federales del estado de Puebla (desde 2022).

El Distrito electoral federal 12 de Puebla es uno de los 300 distritos electorales en los que se encuentra dividido el territorio de México para la elección de diputados federales y uno de los 16 en los que se divide el estado de Puebla. Uno de los 4 de la ciudad de Puebla de Zaragoza, capital del estado.
El duodécimo distrito electoral federal de Puebla se encuentra localizado en el centro del estado, en la región del Valle de Puebla-Tlaxcala, y lo forma la parte central del municipio de Puebla. Esta integración fue definida por el Instituto Nacional Electoral en marzo de 2017.

## Diputados por el distrito
- LI Legislatura
  - (1979 - 1982): Francisco Sánchez Díaz de Rivera
- LII Legislatura
  - (1982 - 1988): Manuel R. Villa Issa
- LIV Legislatura
  - (1988 - 1991): Marco Antonio Rojas Flores
- LV Legislatura
  - (1991 - 1994): Guillermo Pacheco Pulido
- LVI Legislatura
  - (1994 - 1997): Luis Antonio Godina Herrera
- LVII Legislatura
  - (1997 - 2000): Celso Fuentes Ramírez
- LVIII Legislatura
  - (2000 - 2003): Alfonso Vicente Díaz
- LIX Legislatura
  - (2003 - 2006): Myriam Arabian Couttolenc
- LX Legislatura
  - (2006 - 2009): Antonio Sánchez Díaz de Rivera
- LXI Legislatura
  - (2009 - 2012): Leobardo Soto Martínez
- LXII Legislatura
  - (2012 - 2015): Néstor Octavio Gordillo Castillo
- LXIII Legislatura
  - (2015 - 2018): Víctor Giorgana Jiménez
- LXIV Legislatura
  - (2018 - 2019): Fernando Manzanilla Prieto
- LXV Legislatura
  - (2021 - 2024): Mario Riestra Piña